# Liste der ehemaligen Gemeinden in Västerbottens län
Die Liste der ehemaligen Gemeinden in Västerbottens län führt alle Gemeinden in der schwedischen Provinz Västerbottens län auf, die im Zeitraum zwischen dem Inkrafttreten der Gemeindeordnung von 1862 und der Umsetzung der Gemeindereform von 1971 existierten, als die Gemeinden in der bis heute bestehenden Form gebildet wurden. Zusätzlich wird eine Übersicht über die Einwohnerentwicklung der Gemeinden in dieser Periode gegeben.

## Liste der Gemeinden

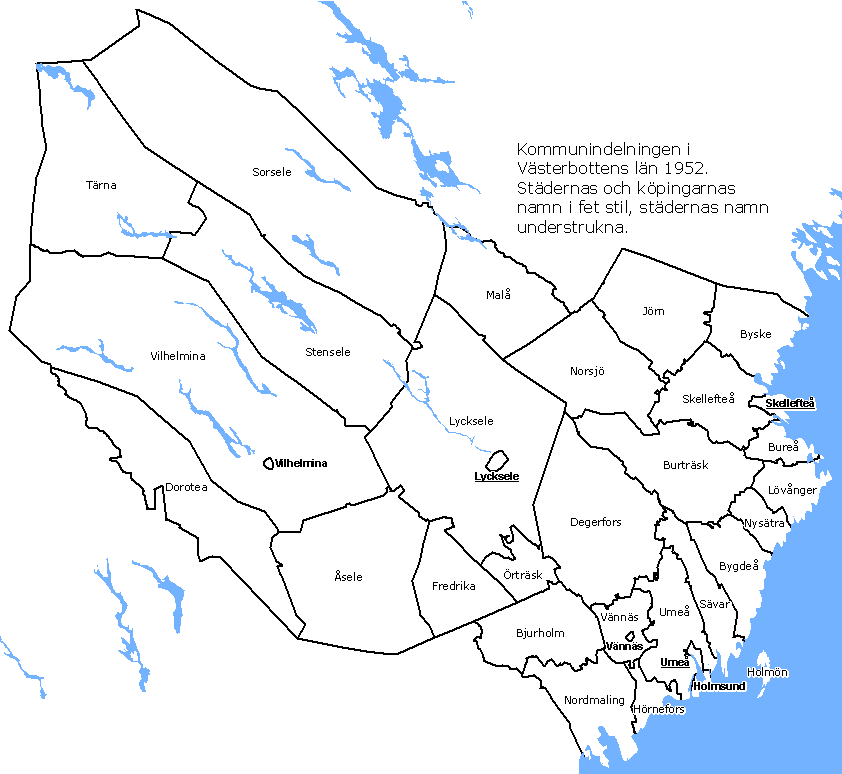
Gemeindegliederung von Västerbottens län 1952

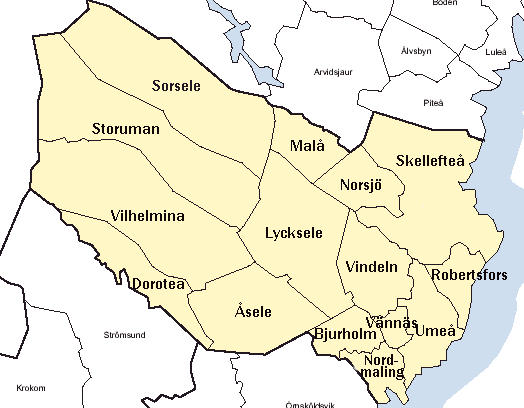
Gemeindegliederung von Västerbottens län seit 1971

Die erste schwedische Gemeindeordnung von 1862 mit der Entstehung von Stadtgemeinden (stadskommun, in der Regel stad in Namen), Minderstadtgemeinden (köpingskommun beziehungsweise köping, in Västerbottens län erst ab 1928) und Landgemeinden (landskommun) trat in der Provinz zum 1. Januar 1863 nur im küstennahen Teil, der historischen Provinz (landskap) Västerbotten, durch Bildung von zunächst 14 Gemeinden in Kraft. Im dünn besiedelten Inland, einem Teil der historischen Provinz Lappland, entstanden acht Gemeinden erst zum 1. Januar 1874.
Die Gemeindereform von 1952, mit der die Anzahl der Gemeinden in Schweden insgesamt um fast zwei Drittel gesenkt wurde, hatte in Västerbottens län keine Auswirkungen. Eine Folge davon war, dass Holmöns landskommun in der Periode 1952–1973 die nach Einwohnern mit Abstand kleinste Gemeinde Schwedens mit zuletzt unter 200 Einwohnern war, während alle anderen vergleichbaren Gemeinden mit teils noch geringerer Bevölkerung in anderen Provinzen des Landes 1952 ihre Eigenständigkeit verloren. Eine Konsolidierung setzte erst Mitte der 1960er-Jahre ein. Zuvor war in der Periode von 1947 bis 1964 der Höchststand von 34 Gemeinden erreicht worden (zuletzt 3 Städte, 4 Minderstädte, 27 Landgemeinden).
Im Rahmen der Gemeindereform 1971 wurden zum 1. Januar 1971 zunächst 23 Gemeinden einheitlichen Typs (kommun) geschaffen. Neun davon bestanden nur für eine Übergangszeit bis 31. Dezember 1973, bevor sie in den bis heute existierenden 15 Gemeinden aufgingen beziehungsweise zusammengeschlossen wurden (aus Bygdeå und Nysätra kommun entstand Robertsfors kommun).
| Wappen                             | Gemeinde                | Hauptort           | Von  | Bis  | Hervorgegangen aus                         | Aufgegangen in                   | Heutige Gemeinde | Bemerkung                           |
| ---------------------------------- | ----------------------- | ------------------ | ---- | ---- | ------------------------------------------ | -------------------------------- | ---------------- | ----------------------------------- |
| Wappen von Åsele köping            | Åsele köping            | Åsele              | 1959 | 1970 | Åsele landskommun                          |                                  | Åsele            |                                     |
| Wappen von Åsele landskommun       | Åsele landskommun       | Åsele              | 1874 | 1958 |                                            | Åsele köping                     | Åsele            |                                     |
| Wappen von Bjurholms landskommun   | Bjurholms landskommun   | Bjurholm           | 1863 | 1970 |                                            |                                  | Bjurholm         |                                     |
| Wappen von Bureå landskommun       | Bureå landskommun       | Bureå              | 1914 | 1966 | Skellefteå landskommun*                    | Skellefteå stad                  | Skellefteå       |                                     |
| Wappen von Burträsks landskommun   | Burträsks landskommun   | Burträsk           | 1863 | 1973 |                                            |                                  | Skellefteå       | 1971–1973 Burträsks kommun          |
| Wappen von Bygdeå landskommun      | Bygdeå landskommun      | Bygdeå Robertsfors | 1863 | 1973 |                                            |                                  | Robertsfors      | 1971–1973 Bygdeå kommun             |
| Wappen von Byske landskommun       | Byske landskommun       | Byske              | 1875 | 1966 | Skellefteå landskommun*                    | Skellefteå stad                  | Skellefteå       |                                     |
| Wappen von Degerfors landskommun*  | Degerfors landskommun*  | Vindeln            | 1863 | 1968 |                                            | Vindelns landskommun (umbenannt) | Vindeln          |                                     |
| Wappen von Dorotea landskommun     | Dorotea landskommun     | Dorotea            | 1874 | 1970 |                                            |                                  | Dorotea          |                                     |
|                                    | Fredrika landskommun    | Fredrika           | 1874 | 1973 |                                            |                                  | Åsele            | 1971–1973 Fredrika kommun           |
|                                    | Holmöns landskommun     | Holmön             | 1925 | 1973 | Sävars landskommun*                        |                                  | Umeå             | 1971–1973 Holmöns kommun            |
| Wappen von Holmsunds köping        | Holmsunds köping        | Holmsund           | 1947 | 1973 | Holmsunds landskommun                      |                                  | Umeå             | 1971–1973 Holmsunds kommun          |
|                                    | Holmsunds landskommun   | Holmsund           | 1918 | 1946 | Umeå landskommun*                          | Holmsunds köping                 | Umeå             |                                     |
| Wappen von Hörnefors landskommun   | Hörnefors landskommun   | Hörnefors          | 1914 | 1973 | Nordmalings landskommun* Umeå landskommun* |                                  | Umeå             | 1971–1973 Hörnefors kommun          |
| Wappen von Jörns landskommun       | Jörns landskommun       | Jörn               | 1863 | 1966 |                                            | Skellefteå stad                  | Skellefteå       |                                     |
| Wappen von Lövångers landskommun   | Lövångers landskommun   | Lövånger           | 1863 | 1973 |                                            |                                  | Skellefteå       | 1971–1973 Lövångers kommun          |
|                                    | Lycksele köping         | Lycksele           | 1929 | 1945 | Lycksele landskommun*                      | Lycksele stad                    | Lycksele         |                                     |
| Wappen von Lycksele landskommun    | Lycksele landskommun    | Lycksele           | 1874 | 1970 |                                            |                                  | Lycksele         |                                     |
| Wappen von Lycksele stad           | Lycksele stad           | Lycksele           | 1946 | 1970 | Lycksele köping                            |                                  | Lycksele         |                                     |
| Wappen von Malå landskommun        | Malå landskommun        | Malå               | 1874 | 1970 |                                            |                                  | Malå             |                                     |
| Wappen von Nordmalings landskommun | Nordmalings landskommun | Nordmaling         | 1863 | 1970 |                                            |                                  | Nordmaling       |                                     |
| Wappen von Norsjö landskommun      | Norsjö landskommun      | Norsjö             | 1863 | 1970 |                                            |                                  | Norsjö           |                                     |
| Wappen von Nysätra landskommun*    | Nysätra landskommun*    | Ånäset             | 1863 | 1973 |                                            |                                  | Robertsfors      | 1971–1973 Nysätra kommun            |
|                                    | Örträsks landskommun    | Örträsk            | 1895 | 1970 | Lycksele landskommun*                      |                                  | Lycksele         |                                     |
| Wappen von Sävars landskommun      | Sävars landskommun      | Sävar              | 1863 | 1973 |                                            |                                  | Umeå             | 1971–1973 Sävars kommun             |
| Wappen von Skellefteå landskommun  | Skellefteå landskommun  | Skellefteå         | 1863 | 1966 |                                            | Skellefteå stad                  | Skellefteå       |                                     |
| Wappen von Skellefteå stad         | Skellefteå stad         | Skellefteå         | 1881 | 1970 | Skellefteå landskommun*                    |                                  | Skellefteå       | Stadtrecht seit 10. November 1845   |
| Wappen von Sorsele landskommun     | Sorsele landskommun     | Sorsele            | 1874 | 1970 |                                            |                                  | Sorsele          |                                     |
| Wappen von Stensele landskommun    | Stensele landskommun    | Stensele Storuman  | 1874 | 1970 |                                            |                                  | Storuman         |                                     |
|                                    | Tärna landskommun*      | Tärnaby            | 1903 | 1970 | Stensele landskommun*                      |                                  | Storuman         | Gebildet am 1. Mai 1903             |
| Wappen von Umeå landskommun        | Umeå landskommun        | Umeå               | 1863 | 1964 |                                            | Umeå stad                        | Umeå             |                                     |
| Wappen von Umeå stad               | Umeå stad               | Umeå               | 1863 | 1970 |                                            |                                  | Umeå             | Stadtrecht seit 1588, erneuert 1622 |
| Wappen von Vännäs köping           | Vännäs köping           | Vännäs             | 1928 | 1970 | Vännäs landskommun*                        |                                  | Vännäs           |                                     |
| Wappen von Vännäs landskommun      | Vännäs landskommun      | Vännäs             | 1863 | 1970 |                                            |                                  | Vännäs           |                                     |
| Wappen von Vilhelmina köping       | Vilhelmina köping       | Vilhelmina         | 1947 | 1970 | Vilhelmina landskommun*                    |                                  | Vilhelmina       |                                     |
| Wappen von Vilhelmina landskommun  | Vilhelmina landskommun  | Vilhelmina         | 1874 | 1964 |                                            | Vilhelmina köping                | Vilhelmina       |                                     |
| Wappen von Vindelns landskommun    | Vindelns landskommun    | Vindeln            | 1969 | 1970 | Degerfors landskommun (umbenannt)          |                                  | Vindeln          |                                     |

Anmerkungen
- Stadtgemeinden sind grün, Minderstadtgemeinden gelb hinterlegt.
- Die Bezeichnungen von bis heute in angepasster Form als kommun unter dem jeweiligen Namen weiter existierenden Gemeinden sind halbfett ausgezeichnet; wenn es gleichnamige Stadt- oder Minderstadt- sowie Landgemeinden gab, dann erstere.
- Ein Stern (*) hinter dem Namen bedeutet, dass es mindestens eine gleichnamige Gemeinde in anderen Provinzen Schwedens gab.
- Mehrere angegebene Hauptorte pro Gemeinde bedeuten, dass sich dieser in der Zeit der Existenz der Gemeinde verlagert hat.
- Gemeinden wurden jeweils zum 1. Januar des genannten Jahres gebildet (Spalte Von) beziehungsweise hörten zum 31. Dezember auf zu bestehen (Spalte Bis), sofern in den Bemerkungen nicht anders angegeben.
- Für die ursprünglich 1863/1874 aus den früheren kirchlichen Verwaltungseinheiten hervorgegangenen Gemeinden ist in der Spalte Hervorgegangen aus nichts vermerkt; in der Regel war dies das gleichnamige Kirchspiel (socken). Ein Stern (*) in dieser Spalte bedeutet, dass eine Gemeinde aus einem Teil der so gekennzeichneten früheren Gemeinde gebildet wurde.
- Für bis 1970 bestehende Gemeinden ist in der Spalte Aufgegangen in nichts vermerkt, wenn sie als unter Heutige Gemeinde genannte Gemeinde weiter existieren oder in einer solchen aufgingen.
- Sofern bei der Bildung einer Stadtgemeinde die zugehörige Stadt ihr Stadtrecht nicht zum gleichen Zeitpunkt erhielt (sondern in der Regel früher), ist dies unter Bemerkungen angegeben.

## Einwohnerentwicklung
In der folgenden Tabelle ist die Entwicklung der Einwohnerzahlen der früheren Gemeinden von Västerbottens län zwischen 1860 und 1970 dargestellt, jeweils für den 31. Dezember des betreffenden Jahres.
| Name                                       | 1860   | 1870   | 1880   | 1890   | 1900   | 1910   | 1915   | 1920   | 1925   | 1930   | 1935   | 1940   | 1945   | 1950   | 1955   | 1960   | 1965   | 1970   |
| ------------------------------------------ | ------ | ------ | ------ | ------ | ------ | ------ | ------ | ------ | ------ | ------ | ------ | ------ | ------ | ------ | ------ | ------ | ------ | ------ |
| Åsele landskommun Åsele köping             | 2.228  | 2.308  | 2.862  | 3.259  | 4.236  | 4.815  | 5.084  | 5.413  | 5.813  | 5.906  | 6.225  | 6.407  | 6.232  | 5.930  | 5.879  | 5.738  | 4.930  | 4.198  |
| Bjurholms landskommun                      | 2.231  | 2.709  | 3.249  | 3.810  | 4.229  | 4.274  | 4.411  | 4.685  | 4.920  | 5.206  | 5.482  | 5.553  | 5.304  | 5.193  | 5.085  | 4.785  | 4.329  | 3.911  |
| Bureå landskommun                          |        |        |        |        |        |        | 4.692  | 5.071  | 5.552  | 6.043  | 6.265  | 6.017  | 5.689  | 5.385  | 5.341  | 5.015  | 4.583  |        |
| Burträsks landskommun                      | 5.766  | 6.106  | 6.766  | 7.635  | 8.260  | 8.986  | 9.311  | 9.612  | 9.955  | 9.923  | 9.943  | 10.005 | 10.050 | 9.901  | 9.204  | 8.359  | 7.378  | 6.425  |
| Bygdeå landskommun                         | 4.681  | 5.092  | 5.352  | 5.727  | 6.135  | 7.395  | 7.554  | 7.664  | 7.932  | 7.842  | 7.652  | 7.210  | 6.912  | 6.629  | 6.272  | 5.958  | 5.463  | 4.995  |
| Byske landskommun                          |        |        | 6.116  | 7.615  | 8.814  | 9.638  | 10.023 | 10.447 | 10.837 | 10.457 | 10.142 | 9.913  | 9.457  | 8.900  | 8.287  | 7.442  | 6.805  |        |
| Degerfors landskommun Vindelns landskommun | 3.426  | 4.064  | 5.358  | 6.269  | 7.392  | 7.998  | 8.190  | 8.707  | 9.182  | 9.277  | 9.302  | 9.463  | 10.055 | 10.073 | 10.455 | 9.834  | 8.492  | 7.619  |
| Dorotea landskommun                        | 1.556  | 1.848  | 2.104  | 2.337  | 3.210  | 3.853  | 4.357  | 4.724  | 4.985  | 5.239  | 5.574  | 5.797  | 5.866  | 5.919  | 5.716  | 5.341  | 4.710  | 4.099  |
| Fredrika landskommun                       | 1.050  | 761    | 923    | 1.069  | 1.224  | 1.424  | 1.493  | 1.557  | 1.560  | 1.631  | 1.752  | 1.807  | 1.818  | 1.734  | 1.674  | 1.603  | 1.386  | 1.081  |
| Holmöns landskommun                        |        |        |        |        |        |        |        |        | 431    | 422    | 392    | 344    | 346    | 296    | 278    | 258    | 223    | 177    |
| Holmsunds landskommun Holmsunds köping     |        |        |        |        |        |        |        | 4.443  | 4.839  | 5.217  | 5.146  | 4.628  | 5.024  | 5.294  | 5.379  | 5.231  | 5.481  | 6.107  |
| Hörnefors landskommun                      |        |        |        |        |        |        | 3.685  | 3.816  | 4.022  | 3.929  | 3.922  | 3.897  | 3.832  | 3.873  | 3.734  | 3.605  | 3.342  | 3.345  |
| Jörns landskommun                          | 1.504  | 2.000  | 2.403  | 2.996  | 3.805  | 4.409  | 4.740  | 5.306  | 5.777  | 5.850  | 5.779  | 5.689  | 5.682  | 5.530  | 5.125  | 4.801  | 4.275  |        |
| Lövångers landskommun                      | 3.713  | 3.824  | 3.926  | 4.075  | 4.166  | 4.191  | 4.290  | 4.498  | 4.621  | 4.655  | 4.613  | 4.726  | 4.792  | 4.704  | 4.441  | 4.075  | 3.671  | 3.202  |
| Lycksele köping Lycksele stad              |        |        |        |        |        |        |        |        |        | 1.726  | 1.798  | 1.944  | 2.881  | 3.413  | 4.307  | 5.744  | 6.087  | 13.724 |
| Lycksele landskommun                       | 4.303  | 5.261  | 5.783  | 6.644  | 7.106  | 7.971  | 8.346  | 8.977  | 10.395 | 9.008  | 9.570  | 10.573 | 10.841 | 10.385 | 10.295 | 9.647  | 8.168  | (*)    |
| Malå landskommun                           | 680    | 896    | 1.352  | 2.033  | 2.521  | 2.895  | 3.120  | 3.270  | 3.603  | 3.782  | 4.112  | 4.538  | 5.146  | 5.259  | 5.372  | 5.169  | 4.797  | 4.662  |
| Nordmalings landskommun                    | 5.289  | 6.006  | 7.051  | 8.021  | 9.726  | 10.172 | 8.480  | 8.656  | 9.010  | 9.265  | 9.437  | 9.783  | 10.229 | 10.403 | 10.118 | 9.550  | 8.703  | 8.159  |
| Norsjö landskommun                         | 2.137  | 2.516  | 3.268  | 4.113  | 4.930  | 5.717  | 6.084  | 6.517  | 6.725  | 6.846  | 6.967  | 7.187  | 7.506  | 7.457  | 7.451  | 7.627  | 6.836  | 6.230  |
| Nysätra landskommun                        | 3.058  | 2.903  | 3.070  | 3.309  | 3.412  | 3.474  | 3.592  | 3.814  | 3.797  | 3.777  | 3.798  | 3.871  | 3.921  | 3.747  | 3.468  | 3.287  | 2.929  | 2.576  |
| Örträsks landskommun                       |        |        |        |        | 989    | 1.124  | 1.152  | 1.233  | 1.248  | 1.226  | 1.233  | 1.231  | 1.247  | 1.238  | 1.223  | 1.227  | 1.061  | 895    |
| Sävars landskommun                         | 2.911  | 3.248  | 3.560  | 3.763  | 3.710  | 3.794  | 3.848  | 3.906  | 3.509  | 3.425  | 3.493  | 3.600  | 3.600  | 3.529  | 3.531  | 3.342  | 3.392  | 3.802  |
| Skellefteå landskommun                     | 16.245 | 18.388 | 15.702 | 17.122 | 19.754 | 22.336 | 18.970 | 19.945 | 21.041 | 22.867 | 26.203 | 24.241 | 24.830 | 25.230 | 20.851 | 21.100 | 20.880 |        |
| Skellefteå stad                            |        |        |        | 1.166  | 1.279  | 1.442  | 2.282  | 2.984  | 3.526  | 5.203  | 8.143  | 10.230 | 12.209 | 14.065 | 20.821 | 22.749 | 24.609 | 61.912 |
| Sorsele landskommun                        | 1.437  | 1.590  | 1.949  | 2.493  | 2.933  | 3.440  | 3.750  | 4.181  | 4.775  | 5.265  | 5.587  | 5.982  | 6.178  | 6.132  | 5.983  | 5.717  | 5.012  | 4.316  |
| Stensele landskommun                       | 1.817  | 2.167  | 2.827  | 3.368  | 4.119  | 3.576  | 3.866  | 4.675  | 5.739  | 6.219  | 6.371  | 6.753  | 7.123  | 7.120  | 8.811  | 8.336  | 7.497  | 6.802  |
| Tärna landskommun                          |        |        |        |        |        | 1.482  | 1.596  | 1.723  | 1.870  | 1.932  | 2.083  | 2.155  | 2.172  | 2.047  | 2.028  | 2.102  | 2.187  | 1.966  |
| Umeå landskommun                           | 10.229 | 11.027 | 12.054 | 13.367 | 15.998 | 17.758 | 16.579 | 13.184 | 13.336 | 13.439 | 13.899 | 14.377 | 14.999 | 16.177 | 18.528 | 19.356 |        |        |
| Umeå stad                                  | 1.855  | 2.565  | 2.818  | 3.223  | 3.883  | 5.859  | 6.415  | 6.976  | 9.766  | 11.138 | 12.479 | 13.706 | 15.441 | 17.113 | 19.092 | 22.623 | 48.858 | 56.151 |
| Vännäs köping                              |        |        |        |        |        |        |        |        |        | 1.790  | 1.693  | 1.888  | 2.492  | 3.075  | 3.440  | 4.010  | 3.915  | 4.145  |
| Vännäs landskommun                         | 2.746  | 2.927  | 3.282  | 3.951  | 5.326  | 5.975  | 6.187  | 6.820  | 7.038  | 5.320  | 5.257  | 5.342  | 5.217  | 5.095  | 5.355  | 4.684  | 4.160  | 3.978  |
| Vilhelmina köping                          |        |        |        |        |        |        |        |        |        |        |        |        |        | 1.998  | 2.242  | 3.004  | 9.715  | 8.657  |
| Vilhelmina landskommun                     | 3.184  | 3.662  | 4.660  | 5.419  | 6.578  | 7.368  | 8.172  | 9.405  | 9.925  | 10.210 | 10.602 | 10.897 | 11.161 | 8.896  | 8.491  | 8.307  |        |        |

Anmerkungen
- Gemeinden, die in der zeitlichen Abfolge durch Veränderung des Typs und/oder Umbenennung direkt auseinander hervorgegangen sind, sind im Gegensatz zur ersten Tabelle in jeweils einer Zeile zusammengefasst; der Übergang ist durch eine fettere Grenze zwischen den Tabellenspalten gekennzeichnet.
- 1860 beziehungsweise zum Teil 1870 existierten die Gemeinden noch nicht; angegeben ist zu Vergleichszwecken die Einwohnerzahl der Verwaltungseinheit, aus der die Gemeinde später hervorging (in der Regel Kirchspiele/socken, die in ihrer Ausdehnung den Gemeinden entsprachen; gegebenenfalls in der Summe mehrerer).
- Fehlende Angaben bedeuten, dass die Gemeinde in dem Jahr nicht existiert hat (siehe erste Tabelle).
- (*) Lycksele landskommun 1970: obwohl die Landgemeinde zu diesem Zeitpunkt noch parallel zur Stadtgemeinde existierte, wurde die Einwohnerzahl nur zusammen erfasst, siehe unter Lycksele stad.